# Piobetta
Piobetta är en kommun i departementet Haute-Corse på ön Korsika i Frankrike. Kommunen ligger i kantonen Orezza-Alesani som tillhör arrondissementet Corte. År 2022 hade Piobetta 18 invånare.

## Befolkningsutveckling
Antalet invånare i kommunen Piobetta
Referens:INSEE